# Peter Weiss

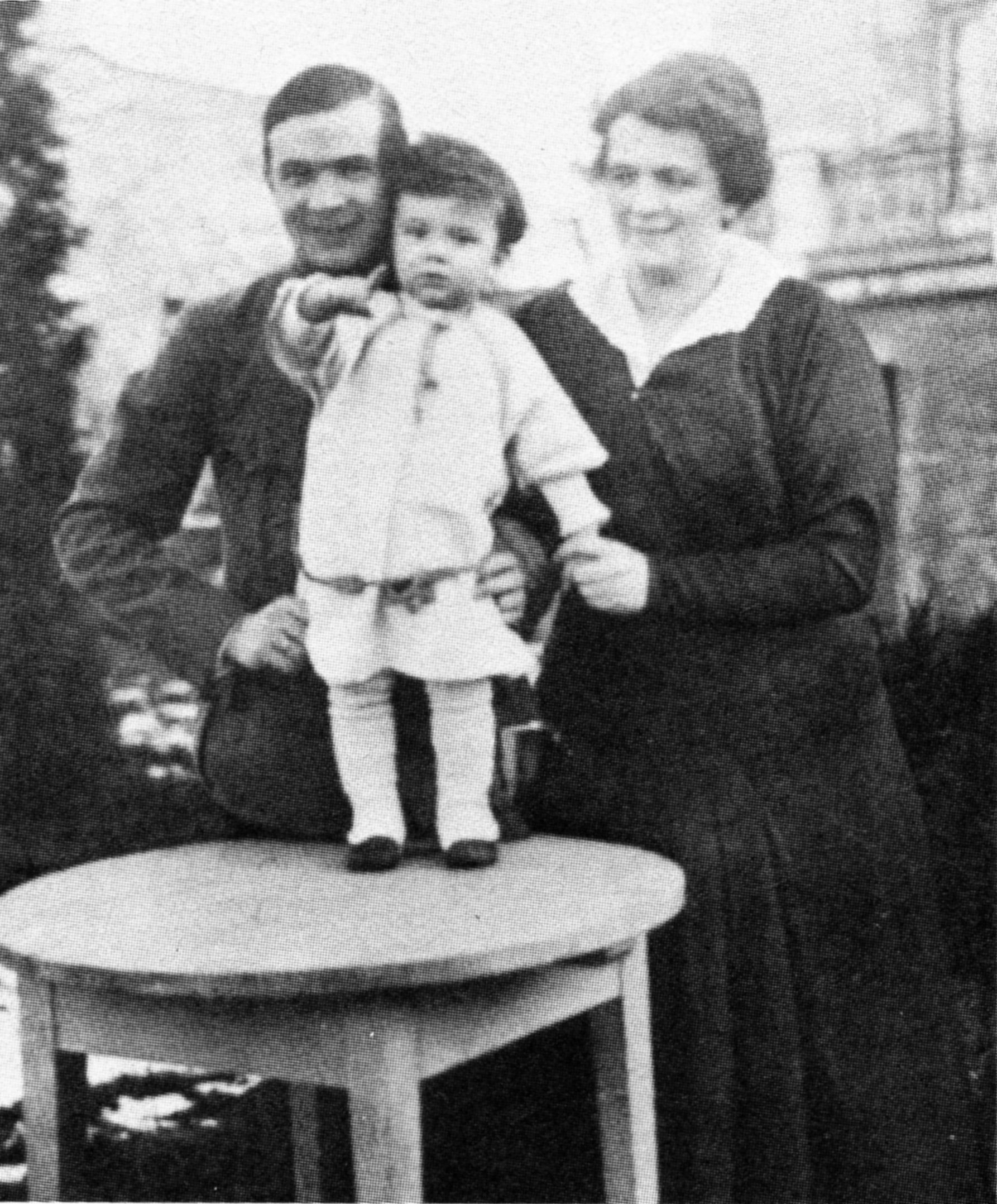
Peter Weiss 1918.

Peter Ulrich Weiss (Nowawes, 8 de novembro de 1916 — Estocolmo, 10 de maio de 1982), foi um pintor, diretor de cinema e novelista alemão. 

## Biografia
Filho de um militar judeu e de uma atriz cristã, Peter Weiss viveu a infância em Bremen e a adolescência no subúrbio de Berlim. Com 18 anos teve de se exilar para escapar da perseguição nazista. 
Com a chegada de Hitler ao poder, sua família refugia-se em Londres, mudando-se posteriormente para Tchecoslováquia e Suécia.
Foi conhecido como artista plástico, diretor e roteirista de documentários e filmes de vanguarda. Durante essa época, conheceu Ginella Palmistierna que seria sua futura esposa.
Numa viagem a Paris em 1947, descobre sua vocação literária e em 1960 escreve seu primeiro microrromance A sombra do Corpo do cocheiro (Der Schaltten des Körpers des Kutschers); 1961 - Adeus aos pais (Abschied von den Eltern);1962 - Ponto de Fuga (Fluchtpunkt); 1963 - o romance A conversação dos Três caminhantes ( Das Gespräch der Drei Gehenden). 
Inicialmente Weiss escrevia em sueco e alemão, mais tarde passou a escrever somente em Alemão.
Em 1964 escreve a peça Perseguição e Assassinato de Jean-Paul Marat Representado Pelo Grupo teatral do Hospício de Charenton Sob a Direção do Marqués de Sade, mais conhecida como Marat/Sade,a qual teve grande êxito .

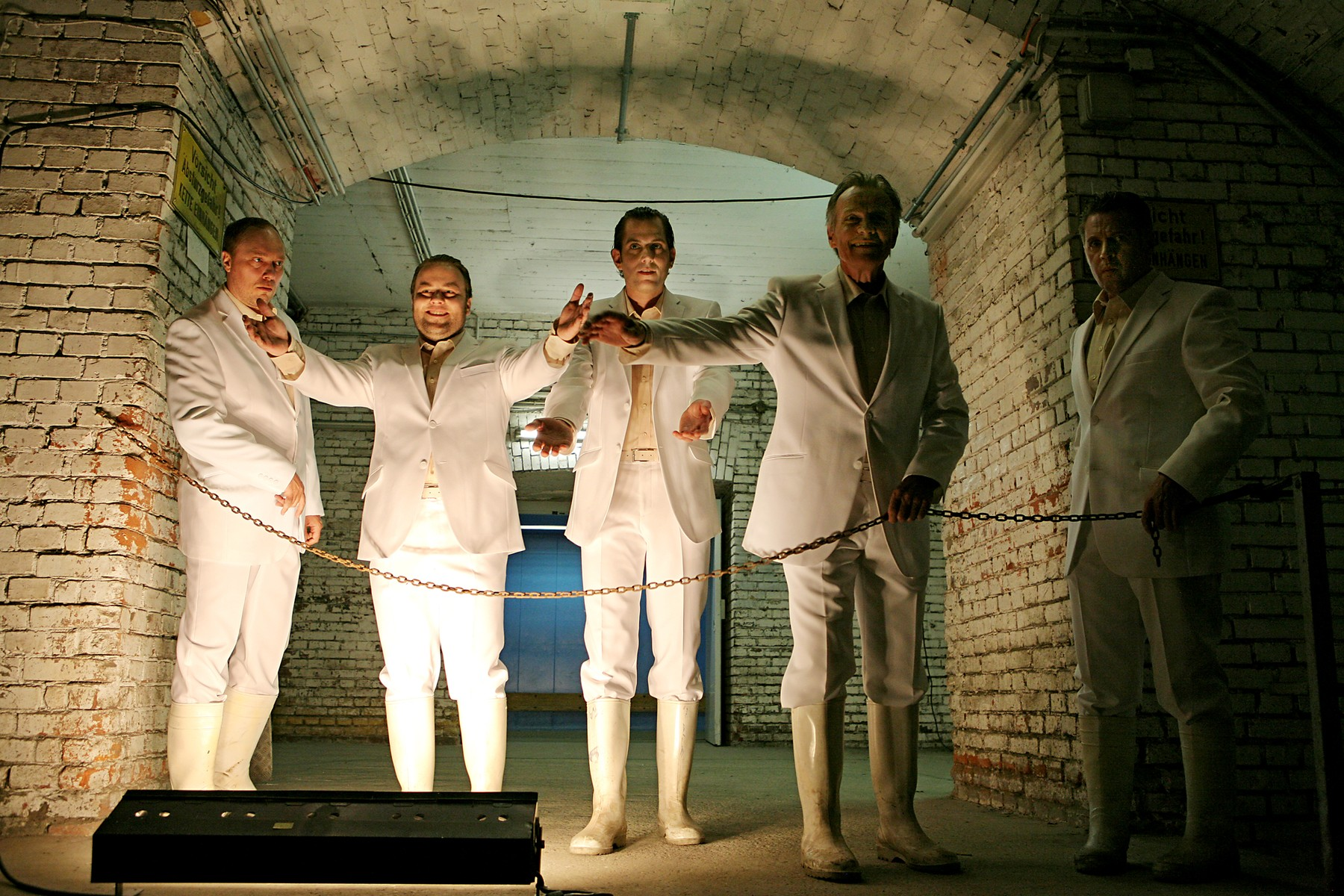
O interrogatório, Teatro Nuremberga, junho 2009, diretora: Kathrin Mädler (fotógrafa: Marion Bührle)

Em 1965, escreve sua densa dramaturgia: O interrogatório, Oratório em 11 cantos (Die Ermittlung, Oratorium in 11 Gesängen) que conta o último ato do processo de Frankfurt; 1967 escreve o musical político A balada do fantoche Lusitano (Der Gesang von Lusitanischen Popanz), denunciando todas as formas de colonialismo racial ou econômico. Em 1968 escreve dois novos trabalhos, Discurso sobre os preâmbulos e o desenvolvimento da interminável Guerra da Libertação Armada contra a Opressão e as Tentativas dos estados Unidos da América de destruir os Alicerces da Revolução (Diskurs überfreiungskrieges in Viet Nam als Beispiel für die Notwendigkeit des bewaffneten Kampfes der Unterdrückten gegen ihre Unterdrücker sowie über die Versuche der Vereinighten Staaten von Amerika die Grundlagen der Revolution zu Vernichten) e Como se ensinou o senhor Mockingpott a Deixar de Sofrer ( Wie den Herrn Mockingpott das Leiden ausgetrieben Wird). No primeiro condena-se o papel dos Estados Unidos no Vietnam, e no segundo conta-se a história de um pequeno homem da rua que é detido pela polícia.
Em 1969, Weiss escreve Trotsky no Exílio ( Trotzki im Exil), onde, a partir de um enfoque sobre a Revolução Russa, coloca em discussão o processo revolucionário.
Uma nova peça surge em 1971, Hölderling ( Hölderling, Stück in zein Akten) amparando-se na rica bibliografia do poeta, essa obra procura colocá-lo em confronto com Hegel, Schelling, Fichte, Goethe e Schiller. Após essa o autor volta a escrever sua peça de 1975 Estética da Resistência (Ästhetik dês Widerstands).
Contudo, durante todos esses anos o autor também produziu escritos, ensaios e etc.

## Considerações à peça Marat/ Sade
A peça constitui-se de três esferas temporais: a primeira esfera é 1808, período em que o Marquês de Sade esteve internado no Hospicio de Charenton, por causa da forma de vida que levava e de suas ideias libertinas, que segundo alguns poderia corromper a alma de qualquer um. Nesse período em que esteve internado escreveu muitas peças teatrais e contos, entre eles estão: Les 120 journées de Sodome (1785), Justine ou les malheurs de la vertu (1791), La Philosophie dans le boudoir (1795), seu romance mais famoso, Pauline et Belval (1796) e Juliette ou les Prospérités du vice (1798).
A segunda esfera temporal é o ano 1793, morte de uma grande e temível revolucionário jacobino, do partido de esquerda da Assembleia nacional, Marat, que estava em sua casa fazendo seus banhos medicinais, devido à uma dermatose que pegara enquanto esteve escondido nos esgotos de Paris, quando Charlote Corday, uma girondina do partido de direita da assembleia nacional, pela terceira tentativa consegue entrar em sua casa e o mata com uma punhalada desferida em seu peito. 
A terceira esfera temporal é a do leitor que lê ou assiste à peça, podendo ser tanto público da peça de Weiss como da peça de Sade.
Valendo-se dessas três dimensões temporais, Weiss escreve a peça utilizando-se dos fatos de que dispunha no momento, encenar a morte do jacobino membro do partido de esquerda da assembleia nacional, Marat, pela girondina Corday, dentro do Hospício de Charenton o qual esteve internado o Marquês de Sade, pela sua forma de agir e pensar, além disso, valer-se do fato de que nesse hospício costumava-se desenvolver avançados meios de terapias aos internos, como: terapia de grupo, a hidroterapia, psicodrama e a própria população assistia à essas peças.
As personagens da primeira esfera temporal são: Sade, pacientes da instituição e diretor Coulmier com sua família, os da segunda esfera temporal são: Marat, Corday, Duperret, Jacques Roux, representante do militarismo, Voltaire, Lavoisier, pai e mãe e Marat e mestre escola, esses por sua vez são encenados pelos próprios pacientes da instituição, adquirindo propositalmente uma característica psicológica que é do próprio paciente. 
Por fim a terceira esfera temporal, surge a partir de expressões que ao longo da peça nos deixa indefiníveis, sobre à qual tempo se está falando, como: "hoje", "o nosso tempo". 
Ao longo da peça vai tornando-se notável a junção, mistura, entre todas as esferas temporais.

## Teatro Épico e Documental
Weiss dramaturgo dos anos 60/70, assim como Brecht procura suscitar no leitor um juízo crítico frente a uma realidade, procura narrar os fatos tal como ocorreram, fazendo com que o leitor tente desvendar o que há por trás daquilo que foi dito. 
Por meio das personagens e seus diferentes pontos de vista, ele quer mostrar os vários lados (faces) de um ideal ou da própria personagem.
Na peça Perseguição e assassinato de Jean Paul Marat... por exemplo, será que Marat com seu ideal “liberdade, igualdade e fraternidade", não pensava em si próprio e somente nas causas do povo? Corday matou-o para salvar milhares ou por vingança ao que seus pais passaram, já que eram comerciantes burgueses? E Sade com sua forma de pensar individualista, será que deveriam ser deixados de lado os ideais revolucionários e pensar cada um em si próprio, buscando o total prazer? 
A partir do desvendar dos fatos que se chegará ao significado que tal ação possui. 
A documentação exata da realidade é usada no texto na fala ou argumentação das personagens, os fatos não são contados, mas as personagens que os reconstituem. Na peça, as personagens, Marat, Sade e Corday, argumentam de modo que mostram contradições existentes em seu modo de ser e agir. 
O teatro documental possui três preocupações centrais: apresentar os fatos tal como são testemunhados pelas personagens que passaram por aquilo; provar a verdade dos fatos apresentados, fazendo com que o público tire suas conclusões, e por fim ultrapassar o contexto alemão, estendendo a responsabilidade aos poderes politicos internacionais já que é a política que decide o destino da humanidade.